# Leiodontium
Leiodontium là một chi rêu trong họ Hypnaceae.